# Кемече
Кемече (угор. Kemecse) - місто в медьє Саболч-Сатмар-Береґ в Угорщині.
Місто займає площу 38,94 км², там проживає 4744 жителя (за даними 2010 року). За даними 2001 року, серед жителів міста 98% - угорці, 2% - цигани.
Місто Кемече розташоване за 14 км на північ від центру міста Ньїредьгаза. У місті знаходиться однойменна залізнична станція.

## Відомі люди
- Янош Вараді — угорський професійний боксер, призер Олімпійських ігор і чемпіонатів Європи.
- Ерно Кешкень — угорський дипломат. Посол Угорщини в Україні. Доктор філософії (PhD) (2010).

| Угорщина | Це незавершена стаття з географії Угорщини. Ви можете допомогти проєкту, виправивши або дописавши її. |